# Phố Tàu Bangkok
Phố Tàu Bangkok (có tên khác là khu Chinatown Bangkok) nằm trên đường Yaowarat (เยาวราช) thuộc quận Samphanthawong và một đoạn của con đường Charoen Rung (ถนนเจริญกรุง, Thanon Charoen Krung) rộng lớn là khu vực đông người Hoa cư ngụ và sinh hoạt rất sầm uất ở trung tâm thủ đô Bangkok.

## Miêu tả
Phố người Hoa Bangkok gồm phố chính Yaowarat và nhiều ngõ hẻm chằng chịt với đầy đủ các cửa tiệm buôn bán hàng hóa đa dạng. Yaowarat cũng là con đường chính có nhiều nhà hàng ngon, ban đêm lại họp chợ có hàng quán bán thức ăn, thu hút nhiều du khách.

## Lịch sử của Phố người Hoa Bangkok
Phố người Hoa Bangkok tọa lạc ở địa điểm cổ xưa nhất của thành Bangkok, hình thành với những lớp người Hoa sang Xiêm buôn bán từ triều Rattanakosin khoảng năm 1700. Đến cuối năm 1891, vua Rama V cho mở mấy con lộ giao thông trong đó có đường Yaowarat là chính. Ngoài ra là những con đường Charoen Krung, Mungkorn, Songwat, Songsawat, Chakkrawat, v. v. đều được nới rộng. Yaowarat trở thành con phố chính của Phố người Hoa.
Phố người Hoa ngày nay là khu thương mại đa dạng, bày bán mọi mặt hàng, từ quần áo, quà lưu niệm, phụ tùng máy móc thiết bị, hàng điện tử, phụ tùng máy vi tính, đồ cổ, hàng nhập khẩu, đến các nhạc khí. Năm 2003 đánh dấu 111 năm kỷ niệm con đường này.
Giá đất xung quanh đường Yaowarat trước được xem là cao nhất ở Thái Lan, nhưng nay nó đã nhường chỗ cho khu Siam Square (Siam – Sà Yảm).
Phố người Hoa Bangkok thu hút nhiều khách du lịch, nhất là về đêm khi ánh đèn neon đủ màu và dòng người tấp nập về đêm ra vào các cửa hàng khiến khu vực này trở thành khu ẩm thực ngoạn mục lôi cuốn khách dạo phố. Với số đông gốc Trung Hoa, ngôn ngữ của phố Tàu Bangkok chính là tiếng Hoa, sau đến tiếng Thái và tiếng Anh.

## Ẩm thực Phố tàu Bangkok
Điển hình của khu này có các quầy bán cà ri nằm trên vỉa hè của một con phố đông đúc. Địa điểm này vô cùng quen thuộc với người dân địa phương, và nhân viên văn phòng thường đến đây ăn vào lúc tan làm.
- Suthon Sukphisit. Memories of Chinatown. Bangkok Post